# Linea Pujiang
La Linea Pujiang è una linea a guida autonoma su gomma della metropolitana di Shanghai che congiunge la città di Pujiang. Il suo colore sulle mappe è grigio. Originariamente il suo tracciato doveva far parte del prolungamento meridionale della linea 8, tuttavia venne costruita come linea separata. L'interscambio con la linea 8 avviene a Shendu Highway. È gestita dalla Shanghai Keolis, una joint venture tra Keolis e Shanghai Metro.

## Stazioni
| Stazione         | Stazione | Interscambio | Distanza | Posizione        |
| ---------------- | -------- | ------------ | -------- | ---------------- |
| Shendu Highway   | 沈杜公路 | 8            | 0.0      | Pujiang, Minhang |
| Sanlu Highway    | 三鲁公路 |              | 2.0      | Pujiang, Minhang |
| Minrui Road      | 闵瑞路   |              | 3.0      | Pujiang, Minhang |
| Puhang Road      | 浦航路   |              | 3.8      | Pujiang, Minhang |
| Dongchengyi Road | 东城一路 |              | 5.0      | Pujiang, Minhang |
| Huizhen Road     | 汇臻路   |              | 6.7      | Pujiang, Minhang |

## Materiale rotabile
La linea utilizza 44 convogli a guida autonoma Innovia APM 300 di Bombardier da 4 casse comunicanti ciascuno capaci di trasportare 566 passeggeri.